# Marcelino Massana
Marcel·lí Massana i Bancells (Berga, 3 de octubre de 1918-Foix, 21 de mayo de 1981), también conocido como Marcelino Massana o por su nombre de guerra Panxo (también Pancho), fue un guerrillero anarquista español que luchó junto con los maquis contra la dictadura franquista en Cataluña. Era muy conocido en el Bergadá por su personalidad pícara, ya que a menudo se vestía de sacerdote católico y gastaba bromas a la Guardia Civil.

## Biografía
Marcel·lí Massana i Bancells nació en Berga, Cataluña, el 3 de octubre de 1918. El tío de Massana era sacerdote y fue educado en una escuela católica. En 1933 se afilió a la Confederación Nacional del Trabajo (CNT), una confederación sindical anarcosindicalista.
Durante la guerra civil española, fue nombrado teniente del Ejército Popular de la República, el ejército republicano español. Tras la victoria del bando sublevado, fue capturado y encarcelado por la dictadura franquista. En 1942, escapó a la Francia de Vichy, pero regresó a Cataluña en 1944 para llevar a cabo la guerra de guerrillas contra la dictadura, como parte del maquis español. Allí dirigió un grupo rural de guerrilleros anarquistas catalanes. Como líder de su grupo guerrillero, Massana entrenó y dio órdenes a sus tropas, y se convirtió en el rostro de su movimiento. Junto a Ramon Vila y Jaume Puig, llevó a cabo una campaña de atentados, secuestro s y robo s por las comarcas del Bergadá y del Solsonés.
A menudo divertía a sus camaradas parodiando frases del latín eclesiástico o disfrazándose de sacerdote católico cuando caminaban por pequeños pueblos; esto era en una época en que se imponía la misa, por lo que todos sabían cómo era su sacerdote local. Según la historiadora Marcella Hayes, al vestirse de sacerdote, Massana quería demostrar públicamente su profanación de la tradición católica y alentar a otros a hacer lo mismo. Su grupo operaba en gran medida en la zona comprendida entre su ciudad natal, Berga, y el centro comarcal de Manresa. A lo largo de su campaña guerrillera mantuvo vínculos con la gente de Berga, donde gozó de una gran popularidad entre la población local.
En una ocasión, en 1945, escuchó que un capitán de la Guardia Civil había prometido «no descansar» hasta haber matado a Massana. Massana decidió ir a un bar que frecuentaba el capitán, pedir un café mientras la Guardia Civil aún estaba allí y luego pagar tanto su propia cuenta como la del capitán. Partiendo de la base de que la Guardia Civil no lo reconocería y que nadie en el bar lo delataría, Massana humilló públicamente al capitán de policía, que ahora sabía que la guerrilla contaba con el apoyo de la población. Días después, un miembro del grupo de Massana llamó a Radio Andorra y pidió que pusieran la canción «Espérame en el cielo» de Antonio Machín. y se lo dedicó al capitán en nombre de Massana. Esto difundió aún más los rumores sobre la broma.
El 11 de noviembre de 1949, la Guardia Civil detuvo, torturó y luego ejecutó a un agricultor y a su yerno tras descubrir que habían dado refugio a Massana y a sus guerrilleros. Poco después, Massana escapó a Francia. A finales de 1950, la policía francesa arrestó a Massana y su grupo mientras contrabandeaban armas a través de la frontera entre Francia y España. Massana logró resistirse a su extradición a España y en 1956 fue liberado de prisión. Massana abandonó entonces su carrera en el maquis y pasó el resto de su vida en Francia. En una entrevista que concedió en 1979, dijo que no llevó a cabo su campaña guerrillera «por aventurerismo juvenil... Ir a pie desde Sabadell hasta la frontera con 35 kilos a la espalda no es algo que se haga por aventurerismo sino por ideales». Murió en Foix, en la región francesa de Occitania, el 21 de mayo de 1981.